# Futagawa-juku

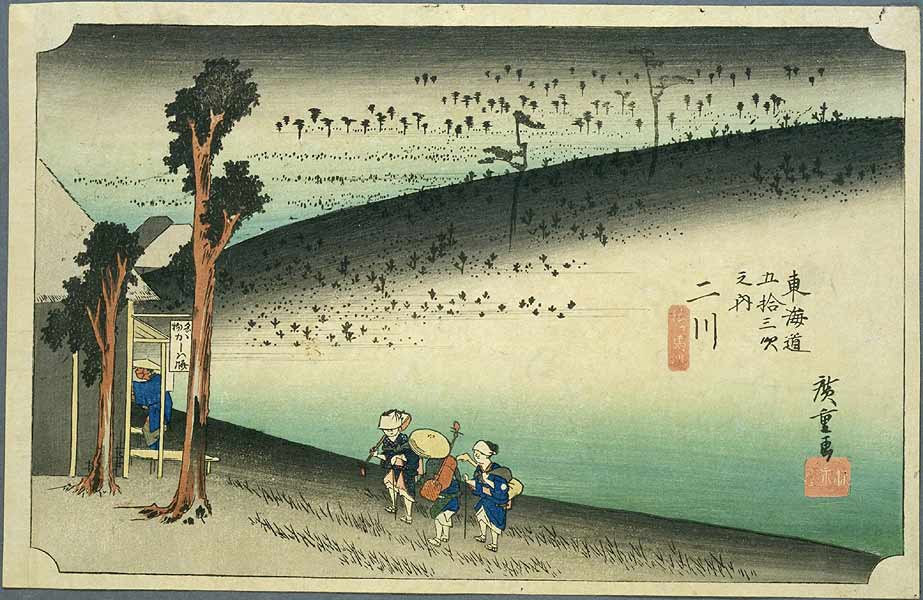
Stacja w latach 30. XIX wieku, Hiroshige Andō

Futagawa-juku (jap. 二川宿 Futagawa-juku) – trzydziesta trzecia z 53 stacji szlaku Tōkaidō, położona obecnie w mieście Toyohashi, w prefekturze Aichi w Japonii.